# Alex Hook
Alexandra Hook, detta Alex (Toronto, 5 novembre 2001), è un'attrice statunitense, nota per aver interpretato l'androide Franky in I Am Franky.

## Biografia
Alex è nata a Toronto, Ontario, in Canada nel 2001, e si è trasferita a Kingston, con i suoi genitori e suo fratello maggiore nel 2008. È stata introdotta alla recitazione in un teatro musicale locale in cui si è esibita per molti anni. Alex sapeva in tenera età che voleva intraprendere una carriera nella recitazione, quindi quando ha detto a sua madre che era seriamente intenzionata a recitare nel cinema e in televisione, sua madre si è rivolta a SoHo Management (la sua attuale agenzia), che ha iniziato il suo viaggio impegnativo e produttivo nell'industria cinematografica televisiva. Alex ha iniziato a prenotare spot pubblicitari per The Family Channel pochi mesi dopo aver firmato con SoHo Management e nel giro di tre anni presso l'agenzia è passata dal lavoro commerciale occasionale, a un ruolo da protagonista in una delle reti più riconosciute al mondo. Quando non è sul set, di solito Alex può essere vista immersa in una sorta di sport o attività avventurosa.

## Filmografia
- I Am Franky – serie TV, 40 episodi (2017-2018)
- The Way Home – serie TV (2023-in corso)

## Doppiatrici italiane
- Emanuela Ionica in I Am Franky